# Бримон
Бримон (фр. Brimont) насеље је и општина у североисточној Француској у региону Шампањ-Арден, у департману Марна која припада префектури Ремс.
По подацима из 2011. године у општини је живело 443 становника, а густина насељености је износила 35,13 становника/km². Општина се простире на површини од 12,61 km². Налази се на средњој надморској висини од 137 метара.

## Демографија
| 1962. | 1968. | 1975. | 1982. | 1990. | 1999. | 2011. |
| ----- | ----- | ----- | ----- | ----- | ----- | ----- |
| 242   | 296   | 335   | 316   | 457   | 456   | 443   |

График промене броја становника у току последњих година